# Ван Іхань
Ван Іхань  (кит.: 王 仪涵, 18 січня 1988) — китайська бадмінтоністка, олімпійська медалістка.

## Виступи на Олімпіадах
| Олімпіада   | Дисципліна       | Місце |
| ----------- | ---------------- | ----- |
| Лондон 2012 | одиночний розряд | 2     |
| Ріо 2016    | одиночний розряд | =5    |